# Сивка американська
Сивка американська, американська золота сивка (Pluvialis dominica) — сивка середніх розмірів. Латинська назва роду означає відношення до дощу, від pluvia, «дощ». Вважалося, що сивки збиралися у зграї перед дощем. Назва dominica стосується Санто-Домінго, Домініканська Республіка у Вест-Індії.

## Опис

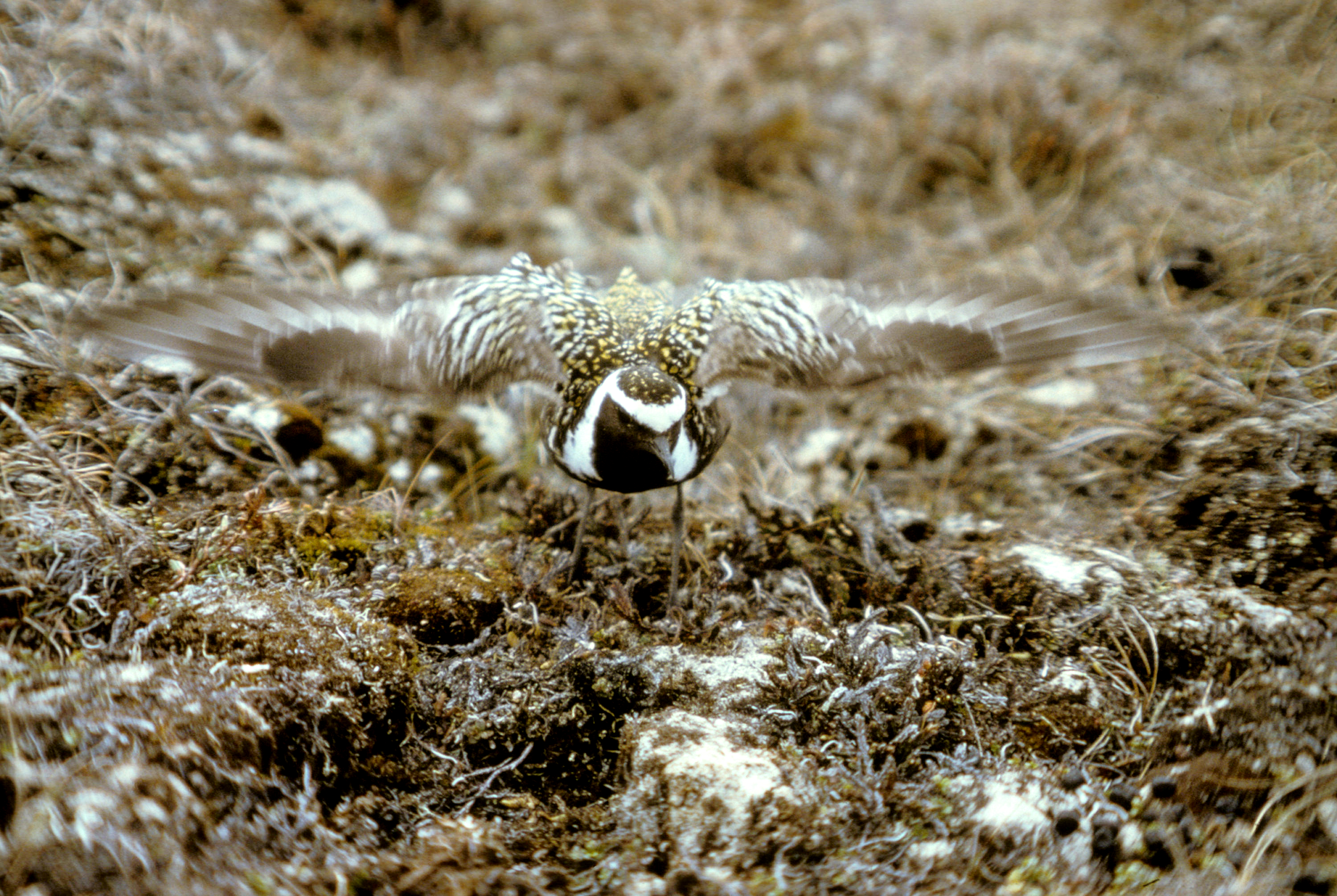
Американська сивка при зльоті

Доросла американська сивка має чорні лоб, шию, груди і живіт, з білою плямою у вигляді корони на голові і потилиці, що простягається до боку грудей. Спина чорна і біла з блідими, золотистими плямами. Самка схожа, але менш чорна. Взимку оперення обох статей стає сіро-коричневим зверху, блідо-сіро-коричневим знизу і білуватим в області брів. Голова та дзьоб невеликі.
Птах подібний до двох інших сивок: звичайної і бурокрилої. Американська сивка менша, стрункіша і має відносно довші ноги, ніж сивка звичайна (Pluvialis apricaria), яка також має біле хвостове оперення. Значна схожість із сивкою бурокрилою (Pluvialis fulva), з якою вони раніше вважалися одним видом. Бурокрила сивка стрункіша, ніж американська, має більш короткий первинний виступ і довші ноги і, як правило, жовтішу спинку.

## Поширення
Ареалом розмноження американської сивки є арктична тундра північної Канади та Аляски. Гніздиться на землі в сухому відкритому місці. Сивки — перелітних птахи і зимують на півдні Південної Америки. Вони проходять міграцію еліптичним шляхом; птиці проходять через Центральну Америку з січня по квітень і збираються у великій кількості в таких місцях, як Іллінойс, перед тим я остаточного повернути на північ. Восени вони проходять більш східним маршрутом, летячи в основному через західну Атлантику і Карибське море, до зимових теренів в Патагонії. Птах має один з найдовших міграційних маршрутів довжиною понад 40 000 км. Із них, 3 900 км проходять над відкритим океаном, де птахи не можуть зупинитися для харчування чи водопою. Це уможливлюється за рахунок жирових запасів, які накопичуються перед перельотом. Також часто залітає до Західної Європи.
Порівняння дат і міграційних моделей приводить до висновку, що ескімоські кучеріки та американські сивки були, швидше за все, тими береговими птахами, які привернули увагу Христофора Колумба до сусідніх Америк на початку жовтня 1492 року, після 65 днів у морі без землі на горизонті.

## Поведінка

### Розмноження

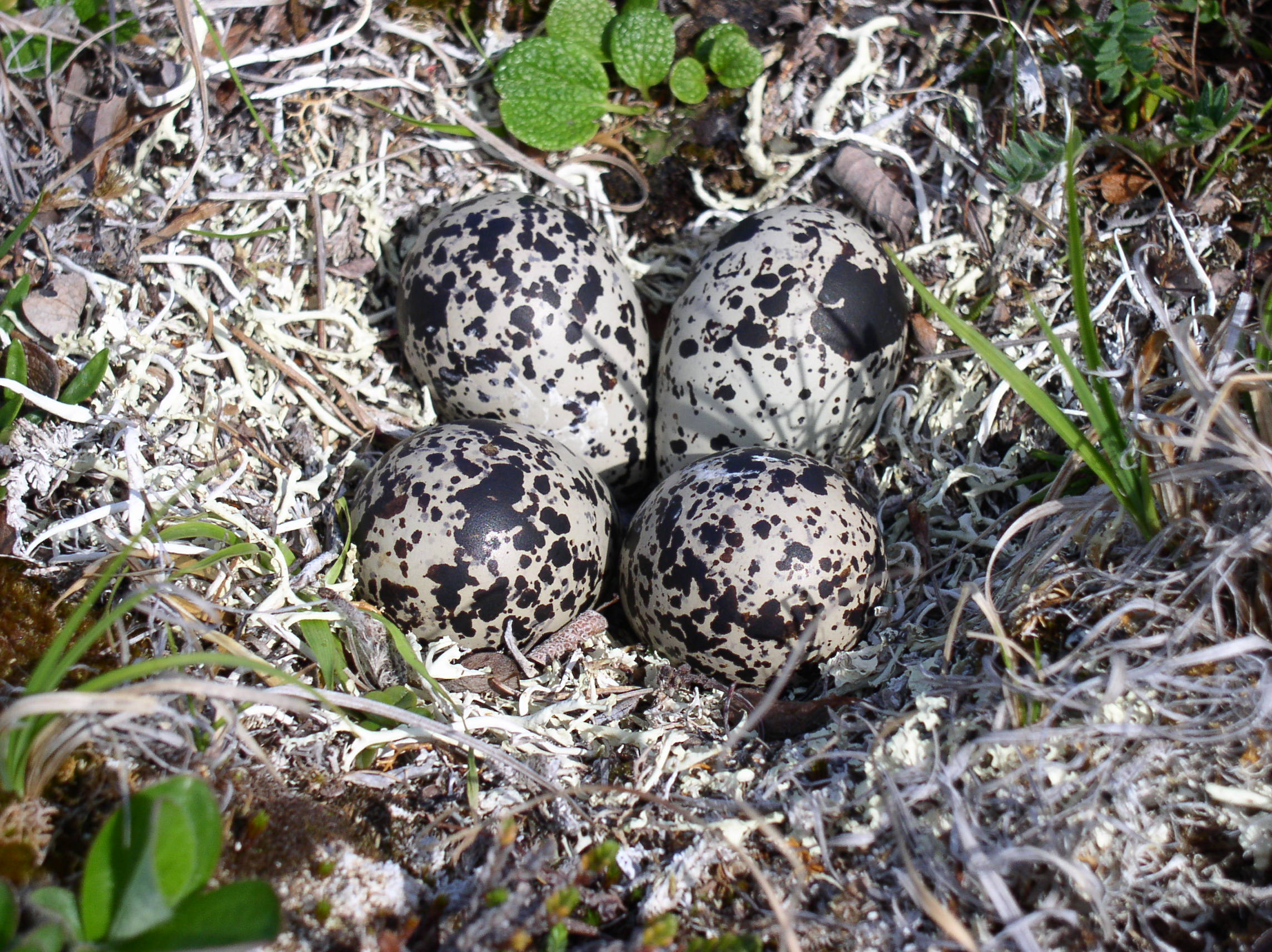
Гніздо з чотирма яйцями

Цей птах використовує наносні гнізда, вимощуючи їх лишайниками, травою і листям. У місцях гніздування поведінка дуже територіальна, агресивне ставлення до сусідів. Деякі особини також є територіальними в місцях зимівлі.
Американська сивка робить кладку з чотирьох блискучих яєць від білого до брунатного кольору, які сильно вкритимі чорними і коричневими плямами. Яйця зазвичай мають розміри приблизно 48 мм на 33 мм. Насиджування триває впродовж від 26 до 27 днів, при цьому самці насиджують протягом дня, а самки протягом ночі. Пташенята, які щойно вилупилися, залишають гніздо вже за декілька годин і вже через добу можуть прогодувати себе.

### Дієта
Ці птахи харчуються на тундрі, полях, пляжах і припливних площах, шукаючи їжу зазвичай візуально. Їдять комах і ракоподібних.

## Статус
Велику кількість було розстріляно наприкінці 19-го століття, популяція так і повністю не відновилася.

## Подальше читання
- Hayman, Peter; Marchant, John; Prater, Tony (1986). Shorebirds: An identification guide to the waders of the world. Boston: Houghton Mifflin. ISBN 0-395-60237-8.